# Arthur Milgram
Pour les articles homonymes, voir Milgram.
Arthur Norton Milgram, né le 3 juin 1912 à Philadelphie et mort le 30 janvier 1961 , est un mathématicien américain. Il a travaillé en analyse fonctionnelle, en combinatoire, en géométrie différentielle, en topologie générale, en théorie des équations aux dérivées partielles et en théorie de Galois. L'une de ses contributions les plus connues est le théorème de Lax-Milgram, un théorème d'analyse fonctionnelle utile en particulier dans l'étude des équations aux dérivées partielles. Le livre d'Emil Artin sur la théorie de Galois contient un complément par Milgram sur des applications de cette théorie. Il a aussi collaboré avec Tibor Gallai, en théorie des graphes,.

## Biographie
Milgram a obtenu en 1937 son Ph.D. de l'université de Pennsylvanie sous la direction de John Robert Kline (en), un étudiant de Robert Lee Moore.
Il a dirigé deux thèses à l'université de Syracuse : celles de Robert Exner (1949) et Adnah Kostenbauder (1952).
Dans les années 1950, Milgram est passé de l'université de Syracuse à celle du Minnesota à Minneapolis. Là, il a participé à la fondation du groupe sur les équations aux dérivées partielles et a dirigé la thèse de Robert Duke Adams.
Son fils R. James Milgram est également mathématicien ; il a obtenu son Ph.D. à l'université du Minnesota et est professeur émérite à Stanford.